# NFL 2023
Die NFL-Saison 2023 war die 104. Saison im American Football in der National Football League (NFL). Die Saison begann am 7. September 2023 mit der Regular Season und endete am 11. Februar 2024 mit dem Super Bowl LVIII im Allegiant Stadium in Paradise, Nevada.

## Personelles

### Rücktritte
- Quarterback Tom Brady – siebenmaliger Super-Bowl-Sieger (XXXVI, XXXVIII, XXXIX, XLIX, LI, LIII, LV), fünfmaliger Super Bowl MVP (XXXVI, XXXVIII, XLIX, LI, LV), dreimaliger NFL MVP (2007, 2010, 2017), sechsmaliger All-Pro, zweimaliger NFL Offensive Player of the Year, NFL Comeback Player of the Year 2009, 15-maliger Pro-Bowler. Spielte 20 Jahre für die New England Patriots und drei Jahre für die Tampa Bay Buccaneers.[1]
- Wide Receiver Antonio Brown – Super-Bowl-Sieger (LV), fünfmaliger All-Pro, siebenmaliger Pro-Bowler. Spielte in seiner zwölfjährigen Karriere für die Pittsburgh Steelers, New England Patriots und Tampa Bay Buccaneers.[2]
- Wide Receiver A. J. Green – siebenmaliger Pro-Bowler, zweimaliger All-Pro. Spielte in seiner zwölfjährigen Karriere für die Cincinnati Bengals und Arizona Cardinals.[3]
- Defensive End J. J. Watt – siebenmaliger All-Pro, fünfmaliger Pro-Bowler, dreimaliger NFL Defensive Player of the Year (2012, 2014, 2015), Walter Payton Man of the Year 2017. Spielte in seiner zwölfjährigen Karriere für die Houston Texans und Arizona Cardinals.[4]

### Trainerwechsel

#### Vor der Saison
- Arizona Cardinals: Am 9. Januar 2023 wurde Head Coach Kliff Kingsbury entlassen. Er war zuvor vier Jahre Trainer der Cardinals und konnte ein Mal die Playoffs erreichen. Am 14. Februar 2023 wurde Jonathan Gannon als neuer Head Coach vorgestellt, der zuvor für die Philadelphia Eagles als Defensive Coordinator tätig war.[5]
- Carolina Panthers: Am 10. Oktober 2022 wurde Head Coach Matt Rhule nach nur einem Sieg in fünf Spielen entlassen und Steve Wilks als Interimscoach eingesetzt. In zwei Saisons bei den Panthers konnte er sie kein Mal in die Playoffs führen. Am 26. Januar 2023 wurde Frank Reich als neuer Head Coach vorgestellt, der zwei Monate zuvor von den Indianapolis Colts entlassen worden war.[6]
- Denver Broncos: Am 26. Dezember 2022 wurde Head Coach Nathaniel Hackett nach 4 Siegen in 16 Spielen in seiner ersten Saison wieder entlassen. Als Interimscoach wurde Jerry Rosburg eingesetzt. Am 3. Februar 2023 wurde Sean Payton als neuer Head Coach vorgestellt, der 2021 bei den New Orleans Saints als Head Coach in Rente gegangen war.[7]
- Houston Texans: Am 8. Januar 2023 wurde Head Coach Lovie Smith nach seiner ersten Saison und einer Bilanz von 3–13–1 entlassen. Am 31. Januar 2023 wurde DeMeco Ryans als sein Nachfolger vorgestellt. Ryans war zuvor Assistenztrainer bei den San Francisco 49ers.[8]
- Indianapolis Colts: Am 7. November 2022 wurde Head Coach Frank Reich nach einem Saisonstart mit 3 Siegen in 9 Spielen entlassen und Jeff Saturday interimsmäßig eingesetzt. Am 14. Februar 2023 stellten die Colts Shane Steichen als neuen Head Coach vor, der zuvor bei den Philadelphia Eagles als Offensive Coordinator tätig war.[9]

#### In der Saison
- Las Vegas Raiders: Am 31. Oktober 2023 wurde Head Coach Josh McDaniels nach einem Saisonstart mit 3 Siegen in 8 Spielen entlassen und Linebacker Coach Antonio Pierce interimsmäßig eingesetzt.[10]
- Carolina Panthers: Am 27. November 2023 wurde Head Coach Frank Reich nach einem Saisonstart von 1 Sieg in 11 Spielen entlassen und Special Teams Coordinator Chris Tabor interimsmäßig eingesetzt.[11]
- Los Angeles Chargers: Am 15. Dezember 2023 wurde Head Coach Brandon Staley nach einem Saisonstart von 5 Siegen in 14 Spielen entlassen und Outside Linebackers Coach Giff Smith interimsmäßig eingesetzt.[12]

## Besondere Vorkommnisse

### Saisonbestleistungen
Folgende Saisonbestleistungen wurden 2023 erreicht:
| Statistikwert           | Spieler                                        | Wert  |
| ----------------------- | ---------------------------------------------- | ----- |
| Geworfene Yards         | Tua Tagovailoa (MIA)                           | 4.624 |
| Geworfene Touchdowns    | Dak Prescott (DAL)                             | 36    |
| Erlaufene Yards         | Christian McCaffrey (SFO)                      | 1.459 |
| Erlaufene Touchdowns    | Raheem Mostert (MIA)                           | 18    |
| Gefangene Pässe         | CeeDee Lamb (DAL)                              | 135   |
| Gefangene Yards         | Tyreek Hill (MIA)                              | 1.799 |
| Gefangene Touchdowns    | Mike Evans (TAM) Tyreek Hill (MIA)             | 13    |
| Tackles                 | Bobby Wagner (SEA)                             | 184   |
| Sacks                   | T. J. Watt (PIT)                               | 19,0  |
| Interceptions           | DaRon Bland (DAL)                              | 9     |
| Erzwungene Fumbles      | Bradley Chubb (MIA) Antoine Winfield Jr. (TAM) | 6     |
| Erzielte Punkte         | Brandon Aubrey (DAL)                           | 157   |
| Verwandelte Field Goals | Brandon Aubrey (DAL)                           | 36    |
| Gepuntete Yards         | Thomas Morstead (NYJ)                          | 4.831 |

### Auszeichnungen

#### Spieler der Woche
Die folgenden Spieler wurden zum Spieler der Woche ernannt:
| Woche | Offensive Player of the Week | Offensive Player of the Week     | Defensive Player of the Week   | Defensive Player of the Week        | Special Teams Player of the Week | Special Teams Player of the Week |
| Woche | AFC                          | NFC                              | AFC                            | NFC                                 | AFC                              | NFC                              |
| ----- | ---------------------------- | -------------------------------- | ------------------------------ | ----------------------------------- | -------------------------------- | -------------------------------- |
| 1     | Tua Tagovailoa QB (Dolphins) | Brandon Aiyuk WR (49ers)         | Jordan Whitehead S (Jets)      | Jessie Bates S (Falcons)            | Xavier Gipson KR (Jets)          | Jake Elliott K (Eagles)          |
| 2     | Josh Allen QB (Bills)        | D’Andre Swift RB (Eagles)        | Alex Highsmith OLB (Steelers)  | Micah Parsons OLB (Cowboys)         | Nick Folk K (Titans)             | Jake Camarda P (Buccaneers)      |
| 3     | De’Von Achane RB (Dolphins)  | Kenneth Walker III RB (Seahawks) | Terrel Bernard LB (Bills)      | Aidan Hutchinson DE (Lions)         | Matt Gay K (Colts)               | Matt Prater K (Cardinals)        |
| 4     | Josh Allen QB (Bills)        | Christian McCaffrey RB (49ers)   | Khalil Mack OLB (Chargers)     | Devon Witherspoon CB (Seahawks)     | Brandon McManus K (Jaguars)      | Jake Elliott K (Eagles)          |
| 5     | Ja’Marr Chase WR (Bengals)   | D. J. Moore WR (Bears)           | Maxx Crosby DE (Raiders)       | Fred Warner LB (49ers)              | Greg Zuerlein K (Jets)           | Blake Grupe K (Saints)           |
| 6     | Raheem Mostert RB (Dolphins) | Jared Goff QB (Lions)            | Blake Cashman LB (Texans)      | Jordan Hicks LB (Vikings)           | Dustin Hopkins K (Browns)        | Jamison Crowder WR (Commanders)  |
| 7     | Lamar Jackson QB (Ravens)    | A. J. Brown WR (Eagles)          | Myles Garrett DE (Browns)      | Camryn Bynum S (Vikings)            | Dustin Hopkins K (Browns)        | Younghoe Koo K (Falcons)         |
| 8     | Joe Burrow QB (Bengals)      | Jalen Hurts QB (Eagles)          | Justin Simmons FS (Broncos)    | Frankie Luvu LB (Panthers)          | Thomas Morstead P (Jets)         | Brandon Aubrey K (Cowboys)       |
| 9     | C. J. Stroud QB (Texans)     | Joshua Dobbs QB (Vikings)        | Kenny Moore II CB (Colts)      | Paulson Adebo CB (Saints)           | Derius Davis WR (Chargers)       | Tress Way P (Commanders)         |
| 10    | Devin Singletary RB (Texans) | CeeDee Lamb WR (Cowboys)         | Robert Spillane LB (Raiders)   | Nick Bosa DE (49ers)                | Marvin Mims WR (Broncos)         | Jason Myers K (Seahawks)         |
| 11    | Trevor Lawrence QB (Jaguars) | Brock Purdy QB (49ers)           | Jalen Ramsey CB (Dolphins)     | DaRon Bland CB (Cowboys)            | Reggie Gilliam FB (Bills)        | Ethan Evans P (Rams)             |
| 12    | Patrick Mahomes QB (Chiefs)  | Kyren Williams RB (Rams)         | Josh Allen LB (Jaguars)        | Jessie Bates S (Falcons)            | Brandon McManus K (Jaguars)      | Jake Elliott K (Eagles)          |
| 13    | Jake Browning QB (Bengals)   | Deebo Samuel WR (49ers)          | Derek Stingley Jr. CB (Texans) | Antoine Winfield Jr. S (Buccaneers) | J. K. Scott P (Chargers)         | Jalen Reeves-Maybin LB (Lions)   |
| 14    | Zach Wilson QB (Jets)        | Tommy DeVito QB (Giants)         | Harold Landry LB (Titans)      | Ivan Pace Jr. LB (Vikings)          | Tylan Wallace WR (Ravens)        | Brandon Aubrey K (Cowboys)       |
| 15    | James Cook RB (Bills)        | Baker Mayfield QB (Buccaneers)   | Bradley Chubb LB (Dolphins)    | Julian Love S (Seahawks)            | Kaʻimi Fairbairn K (Texans)      | Eddy Pineiro K (Panthers)        |
| 16    | Amari Cooper WR (Browns)     | Puka Nacua WR (Rams)             | Kyle Hamilton S (Ravens)       | Ifeatu Melifonwu S (Lions)          | Jason Sanders K (Dolphins)       | Younghoe Koo K (Falcons)         |
| 17    | Lamar Jackson QB (Ravens)    | Jordan Love QB (Packers)         | Rasul Douglas CB (Bills)       | Tyrique Stevenson CB (Bears)        | Harrison Butker K (Chiefs)       | Gunner Olszewski WR (Giants)     |
| 18    | C. J. Stroud QB (Texans)     | Jordan Love QB (Packers)         | T. J. Watt LB (Steelers)       | Antoine Winfield Jr. S (Buccaneers) | Deonte Harty WR (Bills)          | Jamie Gillan P (Giants)          |

#### Spieler des Monats
Die folgenden Spieler wurden zum Spieler des Monats ernannt:
| Monat | Offensive Player of the Month | Offensive Player of the Month  | Defensive Player of the Month  | Defensive Player of the Month       | Special Teams Player of the Month | Special Teams Player of the Month | Rookie of the Month         | Rookie of the Month              |
| Monat | AFC                           | NFC                            | AFC                            | NFC                                 | AFC                               | NFC                               | Offensive                   | Defensive                        |
| ----- | ----------------------------- | ------------------------------ | ------------------------------ | ----------------------------------- | --------------------------------- | --------------------------------- | --------------------------- | -------------------------------- |
| Sept. | Tua Tagovailoa QB (Dolphins)  | Christian McCaffrey RB (49ers) | T. J. Watt OLB (Steelers)      | Micah Parsons OLB (Cowboys)         | Tyler Bass K (Bills)              | Jake Camarda P (Buccaneers)       | C. J. Stroud QB (Texans)    | Christian Gonzalez CB (Patriots) |
| Okt.  | Tyreek Hill WR (Dolphins)     | A. J. Brown WR (Eagles)        | Quincy Williams LB (Jets)      | Danielle Hunter OLB (Vikings)       | Brandon McManus K (Jaguars)       | Brandon Aubrey K (Cowboys)        | Jordan Addison WR (Vikings) | Devon Witherspoon CB (Seahawks)  |
| Nov.  | C. J. Stroud QB (Texans)      | Dak Prescott QB (Cowboys)      | Khalil Mack OLB (Chargers)     | DaRon Bland CB (Cowboys)            | Wil Lutz K (Broncos)              | Cairo Santos K (Bears)            | C. J. Stroud QB (Texans)    | Calijah Kancey DT (Buccaneers)   |
| Dez.  | Lamar Jackson QB (Ravens)     | Christian McCaffrey RB (49ers) | Derek Stingley Jr. CB (Texans) | Antoine Winfield Jr. S (Buccaneers) | Sam Martin P (Bills)              | Brandon Aubrey K (Cowboys)        | Puka Nacua WR (Rams)        | Kobie Turner DT (Rams)           |

#### Jahresabschlussehrung
Am 8. Februar 2024 wurden die besten Spieler der abgelaufenen Saison 2023 geehrt. Die Preisverleihung war die 13. Ausgabe der NFL Honors und fand im Resorts World Theatre in Las Vegas, Nevada statt.
| Award                             | Gewinner            | Position         | Team                |
| --------------------------------- | ------------------- | ---------------- | ------------------- |
| AP Most Valuable Player           | Lamar Jackson       | Quarterback      | Baltimore Ravens    |
| AP Offensive Player of the Year   | Christian McCaffrey | Runningback      | San Francisco 49ers |
| AP Defensive Player of the Year   | Myles Garrett       | Defensive End    | Cleveland Browns    |
| AP Coach of the Year              | Kevin Stefanski     | Head Coach       | Cleveland Browns    |
| Pepsi NFL Rookie of the Year      | C. J. Stroud        | Quarterback      | Houston Texans      |
| AP Offensive Rookie of the Year   | C. J. Stroud        | Quarterback      | Houston Texans      |
| AP Defensive Rookie of the Year   | Will Anderson       | Cornerback       | Houston Texans      |
| AP Comeback Player of the Year    | Joe Flacco          | Quarterback      | Cleveland Browns    |
| Walter Payton NFL Man of the Year | Cameron Heyward     | Defensive Tackle | Pittsburgh Steelers |

## Saisonverlauf
Das Ligajahr begann am 15. März 2023. Ab diesem Zeitpunkt können Verträge mit vertragsfreien Spielern (Free Agent) geschlossen werden. Bereits im Zeitraum zwischen dem 21. Februar und dem 7. März konnten die sogenannten Franchise Tags vergeben werden.

### NFL Draft
Das NFL Combine fand vom 28. Februar bis zum 6. März 2023 im Lucas Oil Stadium in Indianapolis statt. Der NFL Draft 2023 war vom 27. April bis zum 29. April 2023 in Kansas City (Missouri). Dabei hatten die Chicago Bears, da sie 2022 Letzter im Gesamtklassement wurden, das Recht, den ersten Spieler auszuwählen. Die Bears tauschten vor dem Draft den ersten Pick mit den Carolina Panthers, die Quarterback Bryce Young der University of Alabama auswählten.

### Preseason
Die Trainingscamps der meisten Teams für die Saison 2023 begannen am 26. Juli. Am 3. August 2023 begann die Spielsaison mit dem Pro Football Hall of Fame Game, in welchem die Cleveland Browns die New York Jets mit 21:16 besiegten.

### Regular Season

#### Spielplan
Nach dem neuen Collective Bargaining Agreement aus dem Jahr 2020, umfasste die Regular Season 272 Spiele, die in 18 Spielwochen ausgetragen wurden, wobei jedes Team 17 Spiele absolvierte und eine spielfreie Woche (Bye Week) zwischen der vierten und der zwölften Woche hatte. Das zusätzliche Spiel ist gegen eine Mannschaft aus der anderen Conference. Ebenso spielt jedes Team gegen jedes Team der eigenen Division ein Heim- als auch ein Auswärtsspiel (sechs Spiele). Im Rahmen der jährlichen Rotation finden vier Spiele gegen die Teams einer Division aus der eigenen Conference (Intraconference) sowie vier Spiele gegen die Teams einer Division aus der gegnerischen Conference statt (Interconference). Zusätzlich gibt es zwei Spiele (Heim und Auswärts) gegen die Teams der eigenen Conference, die im Vorjahr auf demselben Tabellenplatz abgeschlossen haben (ausgenommen die Division, gegen die das Team auf Grund des Spielplans schon antritt).
Das Saisoneröffnungsspiel, der „Kickoff“, fand am 7. September im Arrowhead Stadium zwischen dem Titelverteidiger Kansas City Chiefs und dem NFC-North-Konkurrenten Detroit Lions statt. Die Lions gewannen das Spiel mit 21:20. In den 16 Spielen der 18. Woche am 6. und 7. Januar 2024 trafen alle Mannschaften – wie seit 2010 üblich – auf einen Gegner aus ihrer Division.
In der Saison 2023 fanden die folgenden Divisionspaarungen statt:
| Intraconference | Intraconference | Intraconference | Interconference | Interconference | Interconference | Added Game | Added Game | Added Game |
| --------------- | --------------- | --------------- | --------------- | --------------- | --------------- | ---------- | ---------- | ---------- |
| AFC East        | vs              | AFC West        | AFC West        | vs              | NFC East        | AFC East   | vs         | NFC East   |
| AFC North       | vs              | AFC South       | AFC North       | vs              | NFC North       | AFC North  | vs         | NFC West   |
| NFC East        | vs              | NFC West        | AFC East        | vs              | NFC South       | AFC South  | vs         | NFC South  |
| NFC North       | vs              | NFC South       | AFC South       | vs              | NFC West        | AFC West   | vs         | NFC North  |

#### International Series
Im Rahmen der NFL International Series fanden in der Saison 2023 drei Spiele im Vereinigten Königreich und zwei Spiele in Deutschland im Frankfurter Deutsche Bank Park statt. Die beiden Spiele in Deutschland fanden jeweils am 5. November zwischen den Miami Dolphins und den Kansas City Chiefs (14:21) vor 50.023 Zuschauern, bzw. am 12. November zwischen den Indianapolis Colts und den New England Patriots (10:6) vor 50.144 Zuschauern statt. Bis 2025 soll jedes Jahr ein Spiel der NFL in Deutschland (im Wechsel in München und Frankfurt) ausgetragen werden.

#### Resultate
| Woche 1            | Woche 1               | Woche 1           | Woche 1              |
| Datum (a)          | Heimteam              | Erg.              | Auswärtsteam         |
| ------------------ | --------------------- | ----------------- | -------------------- |
| 7. September 2023  | Kansas City Chiefs    | 20:21             | Detroit Lions        |
| 10. September 2023 | Atlanta Falcons       | 24:10             | Carolina Panthers    |
| 10. September 2023 | Baltimore Ravens      | 25:90             | Houston Texans       |
| 10. September 2023 | Cleveland Browns      | 24:30             | Cincinnati Bengals   |
| 10. September 2023 | Indianapolis Colts    | 21:31             | Jacksonville Jaguars |
| 10. September 2023 | Minnesota Vikings     | 17:20             | Tampa Bay Buccaneers |
| 10. September 2023 | New Orleans Saints    | 16:15             | Tennessee Titans     |
| 10. September 2023 | Pittsburgh Steelers   | 07:30             | San Francisco 49ers  |
| 10. September 2023 | Washington Commanders | 20:16             | Arizona Cardinals    |
| 10. September 2023 | Chicago Bears         | 20:38             | Green Bay Packers    |
| 10. September 2023 | Denver Broncos        | 16:17             | Las Vegas Raiders    |
| 10. September 2023 | Los Angeles Chargers  | 34:36             | Miami Dolphins       |
| 10. September 2023 | New England Patriots  | 20:25             | Philadelphia Eagles  |
| 10. September 2023 | Seattle Seahawks      | 13:30             | Los Angeles Rams     |
| 10. September 2023 | New York Giants       | 00:40             | Dallas Cowboys       |
| 11. September 2023 | New York Jets         | n. V. 22:16 n. V. | Buffalo Bills        |

| Woche 2            | Woche 2              | Woche 2           | Woche 2               |
| Datum (a)          | Heimteam             | Erg.              | Auswärtsteam          |
| ------------------ | -------------------- | ----------------- | --------------------- |
| 14. September 2023 | Philadelphia Eagles  | 34:28             | Minnesota Vikings     |
| 17. September 2023 | Atlanta Falcons      | 25:24             | Green Bay Packers     |
| 17. September 2023 | Buffalo Bills        | 38:10             | Las Vegas Raiders     |
| 17. September 2023 | Cincinnati Bengals   | 24:27             | Baltimore Ravens      |
| 17. September 2023 | Detroit Lions        | n. V. 31:37 n. V. | Seattle Seahawks      |
| 17. September 2023 | Houston Texans       | 20:31             | Indianapolis Colts    |
| 17. September 2023 | Jacksonville Jaguars | 09:17             | Kansas City Chiefs    |
| 17. September 2023 | Tampa Bay Buccaneers | 27:17             | Chicago Bears         |
| 17. September 2023 | Tennessee Titans     | n. V. 27:24 n. V. | Los Angeles Chargers  |
| 17. September 2023 | Arizona Cardinals    | 28:31             | New York Giants       |
| 17. September 2023 | Los Angeles Rams     | 23:30             | San Francisco 49ers   |
| 17. September 2023 | Dallas Cowboys       | 30:10             | New York Jets         |
| 17. September 2023 | Denver Broncos       | 33:35             | Washington Commanders |
| 17. September 2023 | New England Patriots | 17:24             | Miami Dolphins        |
| 18. September 2023 | Carolina Panthers    | 17:20             | New Orleans Saints    |
| 18. September 2023 | Pittsburgh Steelers  | 26:22             | Cleveland Browns      |

| Woche 3            | Woche 3               | Woche 3           | Woche 3              |
| Datum (a)          | Heimteam              | Erg.              | Auswärtsteam         |
| ------------------ | --------------------- | ----------------- | -------------------- |
| 21. September 2023 | San Francisco 49ers   | 30:12             | New York Giants      |
| 24. September 2023 | Baltimore Ravens      | n. V. 19:22 n. V. | Indianapolis Colts   |
| 24. September 2023 | Cleveland Browns      | 27:30             | Tennessee Titans     |
| 24. September 2023 | Detroit Lions         | 20:60             | Atlanta Falcons      |
| 24. September 2023 | Green Bay Packers     | 18:17             | New Orleans Saints   |
| 24. September 2023 | Jacksonville Jaguars  | 17:37             | Houston Texans       |
| 24. September 2023 | Miami Dolphins        | 70:20             | Denver Broncos       |
| 24. September 2023 | Minnesota Vikings     | 24:28             | Los Angeles Chargers |
| 24. September 2023 | New York Jets         | 10:15             | New England Patriots |
| 24. September 2023 | Washington Commanders | 03:37             | Buffalo Bills        |
| 24. September 2023 | Seattle Seahawks      | 37:27             | Carolina Panthers    |
| 24. September 2023 | Arizona Cardinals     | 28:16             | Dallas Cowboys       |
| 24. September 2023 | Kansas City Chiefs    | 41:10             | Chicago Bears        |
| 24. September 2023 | Las Vegas Raiders     | 18:23             | Pittsburgh Steelers  |
| 25. September 2023 | Tampa Bay Buccaneers  | 11:25             | Philadelphia Eagles  |
| 25. September 2023 | Cincinnati Bengals    | 19:16             | Los Angeles Rams     |

| Woche 4            | Woche 4              | Woche 4           | Woche 4               |
| Datum (a)          | Heimteam             | Erg.              | Auswärtsteam          |
| ------------------ | -------------------- | ----------------- | --------------------- |
| 28. September 2023 | Green Bay Packers    | 20:34             | Detroit Lions         |
| 1. Oktober 2023    | Jacksonville Jaguars | 23:70             | Atlanta Falcons       |
| 1. Oktober 2023    | Buffalo Bills        | 48:20             | Miami Dolphins        |
| 1. Oktober 2023    | Carolina Panthers    | 13:21             | Minnesota Vikings     |
| 1. Oktober 2023    | Chicago Bears        | 28:31             | Denver Broncos        |
| 1. Oktober 2023    | Cleveland Browns     | 03:28             | Baltimore Ravens      |
| 1. Oktober 2023    | Houston Texans       | 30:60             | Pittsburgh Steelers   |
| 1. Oktober 2023    | Indianapolis Colts   | n. V. 23:29 n. V. | Los Angeles Rams      |
| 1. Oktober 2023    | New Orleans Saints   | 09:26             | Tampa Bay Buccaneers  |
| 1. Oktober 2023    | Philadelphia Eagles  | n. V. 34:31 n. V. | Washington Commanders |
| 1. Oktober 2023    | Tennessee Titans     | 27:30             | Cincinnati Bengals    |
| 1. Oktober 2023    | Los Angeles Chargers | 24:17             | Las Vegas Raiders     |
| 1. Oktober 2023    | Dallas Cowboys       | 38:30             | New England Patriots  |
| 1. Oktober 2023    | San Francisco 49ers  | 35:16             | Arizona Cardinals     |
| 1. Oktober 2023    | New York Jets        | 20:23             | Kansas City Chiefs    |
| 2. Oktober 2023    | New York Giants      | 03:24             | Seattle Seahawks      |

| Woche 5                                                                                   | Woche 5               | Woche 5 | Woche 5              |
| Datum (a)                                                                                 | Heimteam              | Erg.    | Auswärtsteam         |
| ----------------------------------------------------------------------------------------- | --------------------- | ------- | -------------------- |
| 5. Oktober 2023                                                                           | Washington Commanders | 20:40   | Chicago Bears        |
| 8. Oktober 2023                                                                           | Buffalo Bills         | 20:25   | Jacksonville Jaguars |
| 8. Oktober 2023                                                                           | Atlanta Falcons       | 21:19   | Houston Texans       |
| 8. Oktober 2023                                                                           | Detroit Lions         | 42:24   | Carolina Panthers    |
| 8. Oktober 2023                                                                           | Indianapolis Colts    | 23:16   | Tennessee Titans     |
| 8. Oktober 2023                                                                           | Miami Dolphins        | 31:16   | New York Giants      |
| 8. Oktober 2023                                                                           | New England Patriots  | 00:34   | New Orleans Saints   |
| 8. Oktober 2023                                                                           | Pittsburgh Steelers   | 17:10   | Baltimore Ravens     |
| 8. Oktober 2023                                                                           | Arizona Cardinals     | 20:34   | Cincinnati Bengals   |
| 8. Oktober 2023                                                                           | Los Angeles Rams      | 14:23   | Philadelphia Eagles  |
| 8. Oktober 2023                                                                           | Denver Broncos        | 21:31   | New York Jets        |
| 8. Oktober 2023                                                                           | Minnesota Vikings     | 20:27   | Kansas City Chiefs   |
| 8. Oktober 2023                                                                           | San Francisco 49ers   | 42:10   | Dallas Cowboys       |
| 9. Oktober 2023                                                                           | Las Vegas Raiders     | 17:13   | Green Bay Packers    |
| Spielfrei: Cleveland Browns, Los Angeles Chargers, Seattle Seahawks, Tampa Bay Buccaneers |                       |         |                      |

| Woche 6                                           | Woche 6              | Woche 6 | Woche 6               |
| Datum (a)                                         | Heimteam             | Erg.    | Auswärtsteam          |
| ------------------------------------------------- | -------------------- | ------- | --------------------- |
| 12. Oktober 2023                                  | Kansas City Chiefs   | 19:80   | Denver Broncos        |
| 15. Oktober 2023                                  | Tennessee Titans     | 16:24   | Baltimore Ravens      |
| 15. Oktober 2023                                  | Atlanta Falcons      | 16:24   | Washington Commanders |
| 15. Oktober 2023                                  | Chicago Bears        | 13:19   | Minnesota Vikings     |
| 15. Oktober 2023                                  | Cincinnati Bengals   | 17:13   | Seattle Seahawks      |
| 15. Oktober 2023                                  | Cleveland Browns     | 19:17   | San Francisco 49ers   |
| 15. Oktober 2023                                  | Houston Texans       | 20:13   | New Orleans Saints    |
| 15. Oktober 2023                                  | Jacksonville Jaguars | 37:20   | Indianapolis Colts    |
| 15. Oktober 2023                                  | Miami Dolphins       | 42:21   | Carolina Panthers     |
| 15. Oktober 2023                                  | Tampa Bay Buccaneers | 06:20   | Detroit Lions         |
| 15. Oktober 2023                                  | Las Vegas Raiders    | 21:17   | New England Patriots  |
| 15. Oktober 2023                                  | Los Angeles Rams     | 26:90   | Arizona Cardinals     |
| 15. Oktober 2023                                  | New York Jets        | 20:14   | Philadelphia Eagles   |
| 15. Oktober 2023                                  | Buffalo Bills        | 14:90   | New York Giants       |
| 16. Oktober 2023                                  | Los Angeles Chargers | 17:20   | Dallas Cowboys        |
| Spielfrei: Green Bay Packers, Pittsburgh Steelers |                      |         |                       |

| Woche 7 | Woche 7              | Woche 7 | Woche 7               |
| Datum (a) | Heimteam             | Erg.    | Auswärtsteam          |
| --- | -------------------- | ------- | --------------------- |
| 19. Oktober 2023                                                                                                  | New Orleans Saints   | 24:31   | Jacksonville Jaguars  |
| 22. Oktober 2023                                                                                                  | Baltimore Ravens     | 38:60   | Detroit Lions         |
| 22. Oktober 2023                                                                                                  | Chicago Bears        | 30:12   | Las Vegas Raiders     |
| 22. Oktober 2023                                                                                                  | Indianapolis Colts   | 38:39   | Cleveland Browns      |
| 22. Oktober 2023                                                                                                  | New England Patriots | 29:25   | Buffalo Bills         |
| 22. Oktober 2023                                                                                                  | New York Giants      | 14:70   | Washington Commanders |
| 22. Oktober 2023                                                                                                  | Tampa Bay Buccaneers | 13:16   | Atlanta Falcons       |
| 22. Oktober 2023                                                                                                  | Los Angeles Rams     | 17:24   | Pittsburgh Steelers   |
| 22. Oktober 2023                                                                                                  | Seattle Seahawks     | 20:10   | Arizona Cardinals     |
| 22. Oktober 2023                                                                                                  | Denver Broncos       | 19:17   | Green Bay Packers     |
| 22. Oktober 2023                                                                                                  | Kansas City Chiefs   | 31:17   | Los Angeles Chargers  |
| 22. Oktober 2023                                                                                                  | Philadelphia Eagles  | 31:17   | Miami Dolphins        |
| 23. Oktober 2023                                                                                                  | Minnesota Vikings    | 22:17   | San Francisco 49ers   |
| Spielfrei: Cincinnati Bengals, Carolina Panthers, Dallas Cowboys, Houston Texans, New York Jets, Tennessee Titans |                      |         |                       |

| Woche 8          | Woche 8               | Woche 8           | Woche 8              |
| Datum (a)        | Heimteam              | Erg.              | Auswärtsteam         |
| ---------------- | --------------------- | ----------------- | -------------------- |
| 26. Oktober 2023 | Buffalo Bills         | 24:18             | Tampa Bay Buccaneers |
| 29. Oktober 2023 | Carolina Panthers     | 15:13             | Houston Texans       |
| 29. Oktober 2023 | Dallas Cowboys        | 43:20             | Los Angeles Rams     |
| 29. Oktober 2023 | Green Bay Packers     | 10:24             | Minnesota Vikings    |
| 29. Oktober 2023 | Indianapolis Colts    | 27:38             | New Orleans Saints   |
| 29. Oktober 2023 | Miami Dolphins        | 31:17             | New England Patriots |
| 29. Oktober 2023 | New York Giants       | n. V. 10:13 n. V. | New York Jets        |
| 29. Oktober 2023 | Pittsburgh Steelers   | 10:20             | Jacksonville Jaguars |
| 29. Oktober 2023 | Tennessee Titans      | 28:23             | Atlanta Falcons      |
| 29. Oktober 2023 | Washington Commanders | 31:38             | Philadelphia Eagles  |
| 29. Oktober 2023 | Seattle Seahawks      | 24:20             | Cleveland Browns     |
| 29. Oktober 2023 | Arizona Cardinals     | 24:31             | Baltimore Ravens     |
| 29. Oktober 2023 | Denver Broncos        | 24:90             | Kansas City Chiefs   |
| 29. Oktober 2023 | San Francisco 49ers   | 17:31             | Cincinnati Bengals   |
| 29. Oktober 2023 | Los Angeles Chargers  | 30:13             | Chicago Bears        |
| 30. Oktober 2023 | Detroit Lions         | 26:14             | Las Vegas Raiders    |

| Woche 9                                                                             | Woche 9              | Woche 9 | Woche 9               |
| Datum (a)                                                                           | Heimteam             | Erg.    | Auswärtsteam          |
| ----------------------------------------------------------------------------------- | -------------------- | ------- | --------------------- |
| 2. November 2023                                                                    | Pittsburgh Steelers  | 20:16   | Tennessee Titans      |
| 5. November 2023                                                                    | Kansas City Chiefs   | 21:14   | Miami Dolphins        |
| 5. November 2023                                                                    | Atlanta Falcons      | 28:31   | Minnesota Vikings     |
| 5. November 2023                                                                    | Baltimore Ravens     | 37:30   | Seattle Seahawks      |
| 5. November 2023                                                                    | Cleveland Browns     | 27:00   | Arizona Cardinals     |
| 5. November 2023                                                                    | Green Bay Packers    | 20:30   | Los Angeles Rams      |
| 5. November 2023                                                                    | Houston Texans       | 39:37   | Tampa Bay Buccaneers  |
| 5. November 2023                                                                    | New England Patriots | 17:20   | Washington Commanders |
| 5. November 2023                                                                    | New Orleans Saints   | 24:17   | Chicago Bears         |
| 5. November 2023                                                                    | Carolina Panthers    | 13:27   | Indianapolis Colts    |
| 5. November 2023                                                                    | Las Vegas Raiders    | 30:60   | New York Giants       |
| 5. November 2023                                                                    | Philadelphia Eagles  | 28:23   | Dallas Cowboys        |
| 5. November 2023                                                                    | Cincinnati Bengals   | 24:18   | Buffalo Bills         |
| 6. November 2023                                                                    | New York Jets        | 06:27   | Los Angeles Chargers  |
| Spielfrei: Denver Broncos, Detroit Lions, Jacksonville Jaguars, San Francisco 49ers |                      |         |                       |

| Woche 10                                                                             | Woche 10             | Woche 10 | Woche 10              |
| Datum (a)                                                                            | Heimteam             | Erg.     | Auswärtsteam          |
| ------------------------------------------------------------------------------------ | -------------------- | -------- | --------------------- |
| 9. November 2023                                                                     | Chicago Bears        | 16:13    | Carolina Panthers     |
| 12. November 2023                                                                    | New England Patriots | 06:10    | Indianapolis Colts    |
| 12. November 2023                                                                    | Baltimore Ravens     | 31:33    | Cleveland Browns      |
| 12. November 2023                                                                    | Cincinnati Bengals   | 27:30    | Houston Texans        |
| 12. November 2023                                                                    | Jacksonville Jaguars | 03:34    | San Francisco 49ers   |
| 12. November 2023                                                                    | Minnesota Vikings    | 27:19    | New Orleans Saints    |
| 12. November 2023                                                                    | Pittsburgh Steelers  | 23:19    | Green Bay Packers     |
| 12. November 2023                                                                    | Tampa Bay Buccaneers | 20:60    | Tennessee Titans      |
| 12. November 2023                                                                    | Arizona Cardinals    | 25:23    | Atlanta Falcons       |
| 12. November 2023                                                                    | Los Angeles Chargers | 38:41    | Detroit Lions         |
| 12. November 2023                                                                    | Dallas Cowboys       | 49:17    | New York Giants       |
| 12. November 2023                                                                    | Seattle Seahawks     | 29:26    | Washington Commanders |
| 12. November 2023                                                                    | Las Vegas Raiders    | 16:12    | New York Jets         |
| 13. November 2023                                                                    | Buffalo Bills        | 22:24    | Denver Broncos        |
| Spielfrei: Kansas City Chiefs, Los Angeles Rams, Miami Dolphins, Philadelphia Eagles |                      |          |                       |

| Woche 11                                                                                 | Woche 11              | Woche 11 | Woche 11             |
| Datum (a)                                                                                | Heimteam              | Erg.     | Auswärtsteam         |
| ---------------------------------------------------------------------------------------- | --------------------- | -------- | -------------------- |
| 16. November 2023                                                                        | Baltimore Ravens      | 34:20    | Cincinnati Bengals   |
| 19. November 2023                                                                        | Carolina Panthers     | 10:33    | Dallas Cowboys       |
| 19. November 2023                                                                        | Cleveland Browns      | 13:10    | Pittsburgh Steelers  |
| 19. November 2023                                                                        | Detroit Lions         | 31:26    | Chicago Bears        |
| 19. November 2023                                                                        | Green Bay Packers     | 23:20    | Los Angeles Chargers |
| 19. November 2023                                                                        | Houston Texans        | 21:16    | Arizona Cardinals    |
| 19. November 2023                                                                        | Jacksonville Jaguars  | 34:14    | Tennessee Titans     |
| 19. November 2023                                                                        | Miami Dolphins        | 20:13    | Las Vegas Raiders    |
| 19. November 2023                                                                        | Washington Commanders | 19:31    | New York Giants      |
| 19. November 2023                                                                        | San Francisco 49ers   | 27:14    | Tampa Bay Buccaneers |
| 19. November 2023                                                                        | Buffalo Bills         | 32:60    | New York Jets        |
| 19. November 2023                                                                        | Los Angeles Rams      | 17:16    | Seattle Seahawks     |
| 19. November 2023                                                                        | Denver Broncos        | 21:20    | Minnesota Vikings    |
| 20. November 2023                                                                        | Kansas City Chiefs    | 17:21    | Philadelphia Eagles  |
| Spielfrei: Atlanta Falcons, Indianapolis Colts, New England Patriots, New Orleans Saints |                       |          |                      |

| Woche 12          | Woche 12             | Woche 12          | Woche 12              |
| Datum (a)         | Heimteam             | Erg.              | Auswärtsteam          |
| ----------------- | -------------------- | ----------------- | --------------------- |
| 23. November 2023 | Detroit Lions        | 22:29             | Green Bay Packers     |
| 23. November 2023 | Dallas Cowboys       | 45:10             | Washington Commanders |
| 23. November 2023 | Seattle Seahawks     | 13:31             | San Francisco 49ers   |
| 24. November 2023 | New York Jets        | 13:34             | Miami Dolphins        |
| 26. November 2023 | Atlanta Falcons      | 24:15             | New Orleans Saints    |
| 26. November 2023 | Cincinnati Bengals   | 10:16             | Pittsburgh Steelers   |
| 26. November 2023 | Houston Texans       | 21:24             | Jacksonville Jaguars  |
| 26. November 2023 | Indianapolis Colts   | 27:20             | Tampa Bay Buccaneers  |
| 26. November 2023 | New York Giants      | 10:70             | New England Patriots  |
| 26. November 2023 | Tennessee Titans     | 17:10             | Carolina Panthers     |
| 26. November 2023 | Arizona Cardinals    | 14:37             | Los Angeles Rams      |
| 26. November 2023 | Denver Broncos       | 29:12             | Cleveland Browns      |
| 26. November 2023 | Las Vegas Raiders    | 17:31             | Kansas City Chiefs    |
| 26. November 2023 | Philadelphia Eagles  | n. V. 37:34 n. V. | Buffalo Bills         |
| 26. November 2023 | Los Angeles Chargers | 10:20             | Baltimore Ravens      |
| 27. November 2023 | Minnesota Vikings    | 10:12             | Chicago Bears         |

| Woche 13 | Woche 13              | Woche 13          | Woche 13             |
| Datum (a) | Heimteam              | Erg.              | Auswärtsteam         |
| --- | --------------------- | ----------------- | -------------------- |
| 30. November 2023                                                                                                | Dallas Cowboys        | 41:35             | Seattle Seahawks     |
| 3. Dezember 2023                                                                                                 | New England Patriots  | 0:6               | Los Angeles Chargers |
| 3. Dezember 2023                                                                                                 | New Orleans Saints    | 28:33             | Detroit Lions        |
| 3. Dezember 2023                                                                                                 | New York Jets         | 08:13             | Atlanta Falcons      |
| 3. Dezember 2023                                                                                                 | Pittsburgh Steelers   | 10:24             | Arizona Cardinals    |
| 3. Dezember 2023                                                                                                 | Tennessee Titans      | n. V. 28:31 n. V. | Indianapolis Colts   |
| 3. Dezember 2023                                                                                                 | Washington Commanders | 15:45             | Miami Dolphins       |
| 3. Dezember 2023                                                                                                 | Houston Texans        | 22:17             | Denver Broncos       |
| 3. Dezember 2023                                                                                                 | Tampa Bay Buccaneers  | 21:18             | Carolina Panthers    |
| 3. Dezember 2023                                                                                                 | Los Angeles Rams      | 36:19             | Cleveland Browns     |
| 3. Dezember 2023                                                                                                 | Philadelphia Eagles   | 19:42             | San Francisco 49ers  |
| 3. Dezember 2023                                                                                                 | Green Bay Packers     | 27:19             | Kansas City Chiefs   |
| 4. Dezember 2023                                                                                                 | Jacksonville Jaguars  | n. V. 31:34 n. V. | Cincinnati Bengals   |
| Spielfrei: Baltimore Ravens, Buffalo Bills, Chicago Bears, Las Vegas Raiders, Minnesota Vikings, New York Giants |                       |                   |                      |

| Woche 14                                            | Woche 14             | Woche 14          | Woche 14             |
| Datum (a)                                           | Heimteam             | Erg.              | Auswärtsteam         |
| --------------------------------------------------- | -------------------- | ----------------- | -------------------- |
| 7. Dezember 2023                                    | Pittsburgh Steelers  | 18:21             | New England Patriots |
| 10. Dezember 2023                                   | Atlanta Falcons      | 25:29             | Tampa Bay Buccaneers |
| 10. Dezember 2023                                   | Baltimore Ravens     | n. V. 37:31 n. V. | Los Angeles Rams     |
| 10. Dezember 2023                                   | Chicago Bears        | 28:13             | Detroit Lions        |
| 10. Dezember 2023                                   | Cincinnati Bengals   | 34:14             | Indianapolis Colts   |
| 10. Dezember 2023                                   | Cleveland Browns     | 31:27             | Jacksonville Jaguars |
| 10. Dezember 2023                                   | New Orleans Saints   | 28:60             | Carolina Panthers    |
| 10. Dezember 2023                                   | New York Jets        | 30:60             | Houston Texans       |
| 10. Dezember 2023                                   | Las Vegas Raiders    | 0:3               | Minnesota Vikings    |
| 10. Dezember 2023                                   | San Francisco 49ers  | 28:16             | Seattle Seahawks     |
| 10. Dezember 2023                                   | Kansas City Chiefs   | 17:20             | Buffalo Bills        |
| 10. Dezember 2023                                   | Los Angeles Chargers | 07:24             | Denver Broncos       |
| 10. Dezember 2023                                   | Dallas Cowboys       | 33:13             | Philadelphia Eagles  |
| 11. Dezember 2023                                   | Miami Dolphins       | 27:28             | Tennessee Titans     |
| 11. Dezember 2023                                   | New York Giants      | 24:22             | Green Bay Packers    |
| Spielfrei: Arizona Cardinals, Washington Commanders |                      |                   |                      |

| Woche 15          | Woche 15             | Woche 15          | Woche 15              |
| Datum (a)         | Heimteam             | Erg.              | Auswärtsteam          |
| ----------------- | -------------------- | ----------------- | --------------------- |
| 14. Dezember 2023 | Las Vegas Raiders    | 63:21             | Los Angeles Chargers  |
| 16. Dezember 2023 | Cincinnati Bengals   | n. V. 27:24 n. V. | Minnesota Vikings     |
| 16. Dezember 2023 | Indianapolis Colts   | 30:13             | Pittsburgh Steelers   |
| 16. Dezember 2023 | Detroit Lions        | 42:17             | Denver Broncos        |
| 17. Dezember 2023 | Carolina Panthers    | 9:7               | Atlanta Falcons       |
| 17. Dezember 2023 | Cleveland Browns     | 20:17             | Chicago Bears         |
| 17. Dezember 2023 | Green Bay Packers    | 20:34             | Tampa Bay Buccaneers  |
| 17. Dezember 2023 | Miami Dolphins       | 30:00             | New York Jets         |
| 17. Dezember 2023 | New Orleans Saints   | 24:60             | New York Giants       |
| 17. Dezember 2023 | Tennessee Titans     | n. V. 16:19 n. V. | Houston Texans        |
| 17. Dezember 2023 | Arizona Cardinals    | 29:45             | San Francisco 49ers   |
| 17. Dezember 2023 | Los Angeles Rams     | 28:20             | Washington Commanders |
| 17. Dezember 2023 | Buffalo Bills        | 31:10             | Dallas Cowboys        |
| 17. Dezember 2023 | New England Patriots | 17:27             | Kansas City Chiefs    |
| 17. Dezember 2023 | Jacksonville Jaguars | 07:23             | Baltimore Ravens      |
| 18. Dezember 2023 | Seattle Seahawks     | 20:17             | Philadelphia Eagles   |

| Woche 16          | Woche 16             | Woche 16 | Woche 16              |
| Datum (a)         | Heimteam             | Erg.     | Auswärtsteam          |
| ----------------- | -------------------- | -------- | --------------------- |
| 21. Dezember 2023 | Los Angeles Rams     | 30:22    | New Orleans Saints    |
| 23. Dezember 2023 | Pittsburgh Steelers  | 34:11    | Cincinnati Bengals    |
| 23. Dezember 2023 | Los Angeles Chargers | 22:24    | Buffalo Bills         |
| 24. Dezember 2023 | Atlanta Falcons      | 29:10    | Indianapolis Colts    |
| 24. Dezember 2023 | Carolina Panthers    | 30:33    | Green Bay Packers     |
| 24. Dezember 2023 | Houston Texans       | 22:36    | Cleveland Browns      |
| 24. Dezember 2023 | Minnesota Vikings    | 24:30    | Detroit Lions         |
| 24. Dezember 2023 | New York Jets        | 30:28    | Washington Commanders |
| 24. Dezember 2023 | Tennessee Titans     | 17:20    | Seattle Seahawks      |
| 24. Dezember 2023 | Tampa Bay Buccaneers | 30:12    | Jacksonville Jaguars  |
| 24. Dezember 2023 | Chicago Bears        | 27:16    | Arizona Cardinals     |
| 24. Dezember 2023 | Miami Dolphins       | 22:20    | Dallas Cowboys        |
| 24. Dezember 2023 | Denver Broncos       | 23:26    | New England Patriots  |
| 25. Dezember 2023 | Kansas City Chiefs   | 14:20    | Las Vegas Raiders     |
| 25. Dezember 2023 | Philadelphia Eagles  | 33:25    | New York Giants       |
| 25. Dezember 2023 | San Francisco 49ers  | 19:33    | Baltimore Ravens      |

| Woche 17          | Woche 17              | Woche 17 | Woche 17             |
| Datum (a)         | Heimteam              | Erg.     | Auswärtsteam         |
| ----------------- | --------------------- | -------- | -------------------- |
| 28. Dezember 2023 | Cleveland Browns      | 37:20    | New York Jets        |
| 30. Dezember 2023 | Dallas Cowboys        | 20:19    | Detroit Lions        |
| 31. Dezember 2023 | Baltimore Ravens      | 56:19    | Miami Dolphins       |
| 31. Dezember 2023 | Buffalo Bills         | 27:21    | New England Patriots |
| 31. Dezember 2023 | Chicago Bears         | 37:17    | Atlanta Falcons      |
| 31. Dezember 2023 | Houston Texans        | 26:30    | Tennessee Titans     |
| 31. Dezember 2023 | Indianapolis Colts    | 23:20    | Las Vegas Raiders    |
| 31. Dezember 2023 | Jacksonville Jaguars  | 26:00    | Carolina Panthers    |
| 31. Dezember 2023 | New York Giants       | 25:26    | Los Angeles Rams     |
| 31. Dezember 2023 | Philadelphia Eagles   | 31:35    | Arizona Cardinals    |
| 31. Dezember 2023 | Tampa Bay Buccaneers  | 13:23    | New Orleans Saints   |
| 31. Dezember 2023 | Washington Commanders | 10:27    | San Francisco 49ers  |
| 31. Dezember 2023 | Seattle Seahawks      | 23:30    | Pittsburgh Steelers  |
| 31. Dezember 2023 | Denver Broncos        | 16:90    | Los Angeles Chargers |
| 31. Dezember 2023 | Kansas City Chiefs    | 25:17    | Cincinnati Bengals   |
| 31. Dezember 2023 | Minnesota Vikings     | 10:33    | Green Bay Packers    |

| Woche 18       | Woche 18              | Woche 18 | Woche 18             |
| Datum (a)      | Heimteam              | Erg.     | Auswärtsteam         |
| -------------- | --------------------- | -------- | -------------------- |
| 6. Januar 2024 | Baltimore Ravens      | 10:17    | Pittsburgh Steelers  |
| 6. Januar 2024 | Indianapolis Colts    | 19:23    | Houston Texans       |
| 7. Januar 2024 | Carolina Panthers     | 0:9      | Tampa Bay Buccaneers |
| 7. Januar 2024 | Cincinnati Bengals    | 31:14    | Cleveland Browns     |
| 7. Januar 2024 | Detroit Lions         | 30:20    | Minnesota Vikings    |
| 7. Januar 2024 | New England Patriots  | 03:17    | New York Jets        |
| 7. Januar 2024 | New Orleans Saints    | 48:17    | Atlanta Falcons      |
| 7. Januar 2024 | Tennessee Titans      | 28:20    | Jacksonville Jaguars |
| 7. Januar 2024 | Arizona Cardinals     | 20:21    | Seattle Seahawks     |
| 7. Januar 2024 | Green Bay Packers     | 17:90    | Chicago Bears        |
| 7. Januar 2024 | Los Angeles Chargers  | 12:13    | Kansas City Chiefs   |
| 7. Januar 2024 | Las Vegas Raiders     | 27:14    | Denver Broncos       |
| 7. Januar 2024 | New York Giants       | 27:10    | Philadelphia Eagles  |
| 7. Januar 2024 | San Francisco 49ers   | 20:21    | Los Angeles Rams     |
| 7. Januar 2024 | Washington Commanders | 10:38    | Dallas Cowboys       |
| 7. Januar 2024 | Miami Dolphins        | 14:21    | Buffalo Bills        |

### Tabellen

#### Divisions
| AFC East             | AFC East | AFC East | AFC East | AFC East | AFC East | AFC East | AFC East | AFC East | AFC East | AFC East |
| Team                 | S        | N        | U        | SQ       | P+       | P−       | Diff.    | DIV      | CONF     | Serie    |
| -------------------- | -------- | -------- | -------- | -------- | -------- | -------- | -------- | -------- | -------- | -------- |
| Buffalo Bills a      | 11       | 6        | 0        | 0,647    | 451      | 311      | +140     | 4–2      | 7–5      | 5S       |
| Miami Dolphins a     | 11       | 6        | 0        | 0,647    | 496      | 391      | +105     | 4–2      | 7–5      | 2N       |
| New York Jets        | 7        | 10       | 0        | 0,412    | 268      | 355      | 0−87     | 2–4      | 4–8      | 1S       |
| New England Patriots | 4        | 13       | 0        | 0,235    | 236      | 366      | −130     | 2–4      | 4–8      | 2N       |

| NFC East              | NFC East | NFC East | NFC East | NFC East | NFC East | NFC East | NFC East | NFC East | NFC East | NFC East |
| Team                  | S        | N        | U        | SQ       | P+       | P−       | Diff.    | DIV      | CONF     | Serie    |
| --------------------- | -------- | -------- | -------- | -------- | -------- | -------- | -------- | -------- | -------- | -------- |
| Dallas Cowboys        | 12       | 5        | 0        | 0,706    | 509      | 315      | +194     | 5–1      | 9–3      | 2S       |
| Philadelphia Eagles   | 11       | 6        | 0        | 0,647    | 433      | 428      | 00+5     | 4–2      | 7–5      | 2N       |
| New York Giants       | 6        | 11       | 0        | 0,353    | 266      | 407      | −141     | 3–3      | 5–7      | 1S       |
| Washington Commanders | 4        | 13       | 0        | 0,235    | 329      | 518      | −189     | 0–6      | 2–10     | 8N       |

| AFC North           | AFC North | AFC North | AFC North | AFC North | AFC North | AFC North | AFC North | AFC North | AFC North | AFC North |
| Team                | S         | N         | U         | SQ        | P+        | P−        | Diff.     | DIV       | CONF      | Serie     |
| ------------------- | --------- | --------- | --------- | --------- | --------- | --------- | --------- | --------- | --------- | --------- |
| Baltimore Ravens    | 13        | 4         | 0         | 0,765     | 483       | 280       | +203      | 3–3       | 8–4       | 1N        |
| Cleveland Browns    | 11        | 6         | 0         | 0,647     | 396       | 362       | 0+34      | 3–3       | 8–4       | 1N        |
| Pittsburgh Steelers | 10        | 7         | 0         | 0,588     | 304       | 324       | 0−20      | 5–1       | 7–5       | 3S        |
| Cincinnati Bengals  | 9         | 8         | 0         | 0,529     | 366       | 384       | 0−18      | 1–5       | 4–8       | 1S        |

| NFC North           | NFC North | NFC North | NFC North | NFC North | NFC North | NFC North | NFC North | NFC North | NFC North | NFC North |
| Team                | S         | N         | U         | SQ        | P+        | P−        | Diff.     | DIV       | CONF      | Serie     |
| ------------------- | --------- | --------- | --------- | --------- | --------- | --------- | --------- | --------- | --------- | --------- |
| Detroit Lions       | 12        | 5         | 0         | 0,706     | 461       | 395       | +66       | 4–2       | 8–4       | 1S        |
| Green Bay Packers   | 9         | 8         | 0         | 0,529     | 383       | 350       | +33       | 4–2       | 7–5       | 3S        |
| Minnesota Vikings b | 7         | 10        | 0         | 0,412     | 344       | 362       | −18       | 2–4       | 6–6       | 4N        |
| Chicago Bears b     | 7         | 10        | 0         | 0,412     | 360       | 379       | −19       | 2–4       | 6–6       | 1N        |

| AFC South              | AFC South | AFC South | AFC South | AFC South | AFC South | AFC South | AFC South | AFC South | AFC South | AFC South |
| Team                   | S         | N         | U         | SQ        | P+        | P−        | Diff.     | DIV       | CONF      | Serie     |
| ---------------------- | --------- | --------- | --------- | --------- | --------- | --------- | --------- | --------- | --------- | --------- |
| Houston Texans         | 10        | 7         | 0         | 0,588     | 377       | 353       | +24       | 4–2       | 7–5       | 2S        |
| Jacksonville Jaguars a | 9         | 8         | 0         | 0,529     | 377       | 371       | 0+6       | 4–2       | 6–6       | 1N        |
| Indianapolis Colts a   | 9         | 8         | 0         | 0,529     | 396       | 415       | −19       | 3–3       | 7–5       | 1N        |
| Tennessee Titans       | 6         | 11        | 0         | 0,353     | 305       | 367       | −62       | 1–5       | 4–8       | 1S        |

| NFC South              | NFC South | NFC South | NFC South | NFC South | NFC South | NFC South | NFC South | NFC South | NFC South | NFC South |
| Team                   | S         | N         | U         | SQ        | P+        | P−        | Diff.     | DIV       | CONF      | Serie     |
| ---------------------- | --------- | --------- | --------- | --------- | --------- | --------- | --------- | --------- | --------- | --------- |
| Tampa Bay Buccaneers b | 9         | 8         | 0         | 0,529     | 348       | 325       | 0+23      | 4–2       | 7–5       | 1S        |
| New Orleans Saints b   | 9         | 8         | 0         | 0,529     | 402       | 327       | 0+75      | 4–2       | 6–6       | 2S        |
| Atlanta Falcons        | 7         | 10        | 0         | 0,412     | 321       | 373       | 0−52      | 3–3       | 4–8       | 2N        |
| Carolina Panthers      | 2         | 15        | 0         | 0,118     | 236       | 416       | −180      | 1–5       | 1–11      | 3N        |

| AFC West             | AFC West | AFC West | AFC West | AFC West | AFC West | AFC West | AFC West | AFC West | AFC West | AFC West |
| Team                 | S        | N        | U        | SQ       | P+       | P−       | Diff.    | DIV      | CONF     | Serie    |
| -------------------- | -------- | -------- | -------- | -------- | -------- | -------- | -------- | -------- | -------- | -------- |
| Kansas City Chiefs   | 11       | 6        | 0        | 0,647    | 371      | 294      | +77      | 4–2      | 9–3      | 2S       |
| Las Vegas Raiders a  | 8        | 9        | 0        | 0,471    | 332      | 331      | 0+1      | 4–2      | 6–6      | 1S       |
| Denver Broncos a     | 8        | 9        | 0        | 0,471    | 357      | 413      | −56      | 3–3      | 5–7      | 1N       |
| Los Angeles Chargers | 5        | 12       | 0        | 0,294    | 346      | 398      | −52      | 1–5      | 3–9      | 5N       |

| NFC West            | NFC West | NFC West | NFC West | NFC West | NFC West | NFC West | NFC West | NFC West | NFC West | NFC West |
| Team                | S        | N        | U        | SQ       | P+       | P−       | Diff.    | DIV      | CONF     | Serie    |
| ------------------- | -------- | -------- | -------- | -------- | -------- | -------- | -------- | -------- | -------- | -------- |
| San Francisco 49ers | 12       | 5        | 0        | 0,706    | 491      | 298      | +193     | 5–1      | 10–2     | 1N       |
| Los Angeles Rams    | 10       | 7        | 0        | 0,588    | 404      | 377      | 0+27     | 5–1      | 8–4      | 4S       |
| Seattle Seahawks    | 9        | 8        | 0        | 0,529    | 364      | 402      | 0−38     | 2–4      | 7–5      | 1S       |
| Arizona Cardinals   | 4        | 13       | 0        | 0,235    | 330      | 455      | −125     | 0–6      | 3–9      | 1N       |

 Division-Sieger
Quelle: Standings auf nfl.com

#### Conference
| AFC              | AFC                  | AFC              | AFC              | AFC              | AFC              | AFC              | AFC              | AFC              | AFC              |
| Platz            | Team                 | Division         | S                | N                | U                | SQ               | CONF             | SOV              | SOS              |
| Division leaders | Division leaders     | Division leaders | Division leaders | Division leaders | Division leaders | Division leaders | Division leaders | Division leaders | Division leaders |
| ---------------- | -------------------- | ---------------- | ---------------- | ---------------- | ---------------- | ---------------- | ---------------- | ---------------- | ---------------- |
| 1                | Baltimore Ravens     | North            | 13               | 4                | 0                | 0,765            | 8–4              | 0,529            | 0,543            |
| 2 b              | Buffalo Bills        | East             | 11               | 6                | 0                | 0,647            | 7–5              | 0,471            | 0,471            |
| 3 b              | Kansas City Chiefs   | West             | 11               | 6                | 0                | 0,647            | 9–3              | 0,428            | 0,481            |
| 4                | Houston Texans       | South            | 10               | 7                | 0                | 0,588            | 7–5              | 0,465            | 0,474            |
| Wild Cards       |                      |                  |                  |                  |                  |                  |                  |                  |                  |
| 5 c              | Cleveland Browns     | North            | 11               | 6                | 0                | 0,647            | 8–4              | 0,513            | 0,536            |
| 6 c              | Miami Dolphins       | East             | 11               | 6                | 0                | 0,647            | 7–5              | 0,358            | 0,450            |
| 7                | Pittsburgh Steelers  | North            | 10               | 7                | 0                | 0,588            | 7–5              | 0,571            | 0,540            |
| Ausgeschieden    |                      |                  |                  |                  |                  |                  |                  |                  |                  |
| 8 w              | Cincinnati Bengals   | North            | 9                | 8                | 0                | 0,529            | 4–8              | 0,536            | 0,574            |
| 9 w              | Jacksonville Jaguars | South            | 9                | 8                | 0                | 0,529            | 6–6              | 0,477            | 0,533            |
| 10 w             | Indianapolis Colts   | South            | 9                | 8                | 0                | 0,529            | 7–5              | 0,444            | 0,491            |
| 11 b             | Las Vegas Raiders    | West             | 8                | 9                | 0                | 0,471            | 6–6              | 0,426            | 0,488            |
| 12 b             | Denver Broncos       | West             | 8                | 9                | 0                | 0,471            | 5–7              | 0,485            | 0,488            |
| 13               | New York Jets        | East             | 7                | 10               | 0                | 0,412            | 4–8              | 0,454            | 0,502            |
| 14               | Tennessee Titans     | South            | 6                | 11               | 0                | 0,353            | 4–8              | 0,422            | 0,522            |
| 15               | Los Angeles Chargers | West             | 5                | 12               | 0                | 0,294            | 3–9              | 0,388            | 0,529            |
| 16               | New England Patriots | East             | 4                | 13               | 0                | 0,235            | 4–8              | 0,529            | 0,522            |

| NFC              | NFC                   | NFC              | NFC              | NFC              | NFC              | NFC              | NFC              | NFC              | NFC              |
| Platz            | Team                  | Division         | S                | N                | U                | SQ               | CONF             | SOV              | SOS              |
| Division leaders | Division leaders      | Division leaders | Division leaders | Division leaders | Division leaders | Division leaders | Division leaders | Division leaders | Division leaders |
| ---------------- | --------------------- | ---------------- | ---------------- | ---------------- | ---------------- | ---------------- | ---------------- | ---------------- | ---------------- |
| 1 x              | San Francisco 49ers   | West             | 12               | 5                | 0                | 0,706            | 10–2             | 0,475            | 0,509            |
| 2 x              | Dallas Cowboys        | East             | 12               | 5                | 0                | 0,706            | 9–3              | 0,392            | 0,446            |
| 3 x              | Detroit Lions         | North            | 12               | 5                | 0                | 0,706            | 8–4              | 0,436            | 0,481            |
| 4                | Tampa Bay Buccaneers  | South            | 9                | 8                | 0                | 0,529            | 7–5              | 0,379            | 0,481            |
| Wild Cards       |                       |                  |                  |                  |                  |                  |                  |                  |                  |
| 5                | Philadelphia Eagles   | East             | 11               | 6                | 0                | 0,647            | 7–5              | 0,476            | 0,481            |
| 6                | Los Angeles Rams      | West             | 10               | 7                | 0                | 0,588            | 8–4              | 0,453            | 0,529            |
| 7 y              | Green Bay Packers     | North            | 9                | 8                | 0                | 0,529            | 7–5              | 0,458            | 0,474            |
| Ausgeschieden    |                       |                  |                  |                  |                  |                  |                  |                  |                  |
| 8 y              | Seattle Seahawks      | West             | 9                | 8                | 0                | 0,529            | 7–5              | 0,392            | 0,512            |
| 9 y              | New Orleans Saints    | South            | 9                | 8                | 0                | 0,529            | 6–6              | 0,340            | 0,433            |
| 10 z             | Minnesota Vikings     | North            | 7                | 10               | 0                | 0,412            | 6–6              | 0,454            | 0,509            |
| 11 z             | Chicago Bears         | North            | 7                | 10               | 0                | 0,412            | 6–6              | 0,370            | 0,464            |
| 12 z             | Atlanta Falcons       | South            | 7                | 10               | 0                | 0,412            | 4–8              | 0,462            | 0,429            |
| 13               | New York Giants       | East             | 6                | 11               | 0                | 0,353            | 5–7              | 0,353            | 0,512            |
| 14 b             | Washington Commanders | East             | 4                | 13               | 0                | 0,235            | 2–10             | 0,338            | 0,512            |
| 15 b             | Arizona Cardinals     | West             | 4                | 13               | 0                | 0,235            | 3–9              | 0,588            | 0,561            |
| 16               | Carolina Panthers     | South            | 2                | 15               | 0                | 0,118            | 1–11             | 0,500            | 0,522            |

 Für die Play-offs qualifiziert

Quelle: nfl.com
Legende:
| Siege              | Niederlagen           | Unentschieden         | SQ Siegquote                              | DIV Sieg-Niederlagen-Verhältnis innerhalb der Division | CONF Sieg-Niederlagen-Verhältnis innerhalb der Conference |
| P+ gemachte Punkte | P− gegnerische Punkte | Diff. Punktedifferenz | Serie Gewonnene/verlorene Spiele in Folge | SOV Stärke der besiegten Teams                         | SOS Stärke der bisherigen Gegner                          |

### Play-offs
Die Play-offs begannen am 13. Januar 2024. Der Super Bowl LVIII wurde am 11. Februar 2024 im Allegiant Stadium in Paradise (US-Bundesstaat Nevada) ausgetragen.
|  |                                  |                                  |                                  |               |         |                             |                             |                             |                              |               |                          |                          |                          |                  |  |            |               |            |
|  | Wild Card Round                  | Wild Card Round                  | Wild Card Round                  |               |         | Divisional Round            | Divisional Round            | Divisional Round            |                              |               | Conference Championships | Conference Championships | Conference Championships |                  |  | Super Bowl | Super Bowl    | Super Bowl |
|  | Wild Card Round                  | Wild Card Round                  | Wild Card Round                  |               |         | Divisional Round            | Divisional Round            | Divisional Round            |                              |               | Conference Championships | Conference Championships | Conference Championships |                  |  | Super Bowl | Super Bowl    | Super Bowl |
|  |                                  |                                  |                                  |               |         |                             |                             |                             |                              |               |                          |                          |                          |                  |  |            |               |            |
|  |                                  |                                  |                                  |               |         | 20. Jan. – M&T Bank Stadium |                             |                             |                              |               |                          |                          |                          |                  |  |            |               |            |
|  | 13. Jan. – NRG Stadium           |                                  |                                  |               |         |                             |                             |                             |                              |               |                          |                          |                          |                  |  |            |               |            |
|  |                                  |                                  | 1                                | Baltimore     | 34      |                             |                             |                             |                              |               |                          |                          |                          |                  |  |            |               |            |
|  | 4                                | Houston                          | 1                                | Baltimore     | 34      | 45                          |                             |                             |                              |               |                          |                          |                          |                  |  |            |               |            |
|  | 4                                | Houston                          |                                  |               | 4       | 45                          | Houston                     | 10                          |                              |               |                          |                          |                          |                  |  |            |               |            |
|  | 5                                | Cleveland                        | 14                               |               |         |                             |                             |                             |                              |               |                          |                          |                          |                  |  |            |               |            |
|  | 5                                | Cleveland                        | 14                               |               |         | 28. Jan. – M&T Bank Stadium |                             |                             |                              |               |                          |                          |                          |                  |  |            |               |            |
|  |                                  |                                  |                                  |               |         |                             |                             |                             |                              |               |                          |                          |                          |                  |  |            |               |            |
|  |                                  |                                  |                                  |               |         |                             |                             |                             | 1                            | Baltimore     | 10                       |                          |                          |                  |  |            |               |            |
|  | 15. Jan. – Highmark Stadium      |                                  |                                  |               |         |                             |                             |                             | 1                            | Baltimore     | 10                       |                          |                          |                  |  |            |               |            |
|  |                                  |                                  |                                  |               |         |                             |                             | 3                           | Kansas City                  | 17            |                          |                          |                          |                  |  |            |               |            |
|  | 2                                | Buffalo                          | 31                               |               |         |                             |                             |                             | Kansas City                  | 17            |                          |                          |                          |                  |  |            |               |            |
|  | 2                                | Buffalo                          | 31                               |               |         | AFC Championship            |                             |                             |                              |               |                          |                          |                          |                  |  |            |               |            |
|  | 7                                | Pittsburgh                       | 17                               |               |         | 21. Jan. – Highmark Stadium | 21. Jan. – Highmark Stadium | 21. Jan. – Highmark Stadium |                              |               |                          |                          |                          |                  |  |            |               |            |
|  | 7                                | Pittsburgh                       | 17                               |               |         |                             | 21. Jan. – Highmark Stadium | 21. Jan. – Highmark Stadium |                              |               |                          |                          |                          |                  |  |            |               |            |
|  |                                  |                                  |                                  | 2             | Buffalo | 24                          |                             |                             |                              |               |                          |                          |                          |                  |  |            |               |            |
|  |                                  |                                  |                                  | 2             | Buffalo | 24                          |                             |                             |                              |               |                          |                          |                          |                  |  |            |               |            |
|  | 13. Jan. – Arrowhead Stadium     | 13. Jan. – Arrowhead Stadium     | 13. Jan. – Arrowhead Stadium     |               |         | 3                           | Kansas City                 | 27                          |                              |               |                          |                          |                          |                  |  |            |               |            |
|  | 13. Jan. – Arrowhead Stadium     | 13. Jan. – Arrowhead Stadium     | 13. Jan. – Arrowhead Stadium     |               |         | 3                           | Kansas City                 | 27                          | 11. Feb. – Allegiant Stadium |               |                          |                          |                          |                  |  |            |               |            |
|  | 3                                | Kansas City                      | 26                               |               |         |                             |                             |                             |                              |               |                          |                          |                          |                  |  |            |               |            |
|  | 3                                | Kansas City                      | 26                               |               |         |                             |                             |                             |                              |               |                          | A3                       | Kansas City              | 1251             |  |            |               |            |
|  | 6                                | Miami                            | 7                                |               |         |                             |                             |                             |                              |               |                          |                          |                          | 1251             |  |            |               |            |
|  | 6                                | Miami                            | 7                                |               |         |                             |                             |                             |                              |               |                          |                          |                          |                  |  | N1         | San Francisco | 22         |
|  |                                  |                                  |                                  |               |         |                             |                             |                             |                              |               |                          |                          |                          |                  |  | N1         | San Francisco | 22         |
|  |                                  |                                  |                                  |               |         |                             |                             |                             |                              |               |                          |                          |                          | Super Bowl LVIII |  |            |               |            |
|  |                                  |                                  |                                  |               |         | 20. Jan. – Levi’s Stadium   |                             |                             |                              |               |                          |                          |                          |                  |  |            |               |            |
|  | 14. Jan. – AT&T Stadium          |                                  |                                  |               |         |                             |                             |                             |                              |               |                          |                          |                          |                  |  |            |               |            |
|  |                                  |                                  | 1                                | San Francisco | 24      |                             |                             |                             |                              |               |                          |                          |                          |                  |  |            |               |            |
|  | 2                                | Dallas                           | 1                                | San Francisco | 24      | 32                          |                             |                             |                              |               |                          |                          |                          |                  |  |            |               |            |
|  | 2                                | Dallas                           |                                  |               | 7       | 32                          | Green Bay                   | 21                          |                              |               |                          |                          |                          |                  |  |            |               |            |
|  | 7                                | Green Bay                        | 48                               |               |         |                             |                             |                             |                              |               |                          |                          |                          |                  |  |            |               |            |
|  | 7                                | Green Bay                        | 48                               |               |         | 28. Jan. – Levi’s Stadium   |                             |                             |                              |               |                          |                          |                          |                  |  |            |               |            |
|  |                                  |                                  |                                  |               |         |                             |                             |                             |                              |               |                          |                          |                          |                  |  |            |               |            |
|  |                                  |                                  |                                  |               |         |                             |                             |                             | 1                            | San Francisco | 34                       |                          |                          |                  |  |            |               |            |
|  | 14. Jan. – Ford Field            |                                  |                                  |               |         |                             |                             |                             | 1                            | San Francisco | 34                       |                          |                          |                  |  |            |               |            |
|  |                                  |                                  |                                  |               |         |                             |                             | 3                           | Detroit                      | 31            |                          |                          |                          |                  |  |            |               |            |
|  | 3                                | Detroit                          | 24                               |               |         |                             |                             |                             | Detroit                      | 31            |                          |                          |                          |                  |  |            |               |            |
|  | 3                                | Detroit                          | 24                               |               |         | NFC Championship            |                             |                             |                              |               |                          |                          |                          |                  |  |            |               |            |
|  | 6                                | LA Rams                          | 23                               |               |         | 21. Jan. – Ford Field       | 21. Jan. – Ford Field       | 21. Jan. – Ford Field       |                              |               |                          |                          |                          |                  |  |            |               |            |
|  | 6                                | LA Rams                          | 23                               |               |         |                             | 21. Jan. – Ford Field       | 21. Jan. – Ford Field       |                              |               |                          |                          |                          |                  |  |            |               |            |
|  |                                  |                                  |                                  | 3             | Detroit | 31                          |                             |                             |                              |               |                          |                          |                          |                  |  |            |               |            |
|  |                                  |                                  |                                  | 3             | Detroit | 31                          |                             |                             |                              |               |                          |                          |                          |                  |  |            |               |            |
|  | 15. Jan. – Raymond James Stadium | 15. Jan. – Raymond James Stadium | 15. Jan. – Raymond James Stadium |               |         | 4                           | Tampa Bay                   | 23                          |                              |               |                          |                          |                          |                  |  |            |               |            |
|  | 15. Jan. – Raymond James Stadium | 15. Jan. – Raymond James Stadium | 15. Jan. – Raymond James Stadium |               |         | 4                           | Tampa Bay                   | 23                          |                              |               |                          |                          |                          |                  |  |            |               |            |
|  | 4                                | Tampa Bay                        | 32                               |               |         |                             |                             |                             |                              |               |                          |                          |                          |                  |  |            |               |            |
|  | 4                                | Tampa Bay                        | 32                               |               |         |                             |                             |                             |                              |               |                          |                          |                          |                  |  |            |               |            |
|  | 5                                | Philadelphia                     | 9                                |               |         |                             |                             |                             |                              |               |                          |                          |                          |                  |  |            |               |            |
|  | 5                                | Philadelphia                     | 9                                |               |         |                             |                             |                             |                              |               |                          |                          |                          |                  |  |            |               |            |

| 1 | nach Verlängerung |